# エダヒゲムシ
エダヒゲムシ（枝髭虫）は、多足亜門エダヒゲムシ綱に属する節足動物の総称。世界中に分布する土壌生物である。別名ヤスデモドキ（擬馬陸）、少脚類。

## 形態
1齢は3対の脚があるが、成長して脱皮する度に増加し、9 - 11対の脚になる。心臓（循環系）や眼はない。気管はネッタイエダヒゲムシ目を除き退化している。柔軟な円筒状の体で、1対の触角をもつ。触角は独特の形で、側方に3本の枝が出る。枝髭虫の名はこれに由来する。

## 分類
2011年時点で830種以上の種が記載されている。日本列島には2008年時点で約30種が知られており、約80種の未知種ないし亜種も存在すると推定されている。
以下の現生科の分類は、Minelli (2011) に従う。和名は小野 (2008) に従う。
- ネッタイエダヒゲムシ目 Hexamerocerata
  - ネッタイエダヒゲムシ科 Millotauropodidae
- エダヒゲムシ目 Tetramerocerata
  - エダヒゲムシ科 Pauropodidae (＝Afrauropidae[4])
  - Colinauropodidae
  - Eirmopauropodidae
  - Polypauropodidae 
  - Amphipauropodidae
  - Diplopauropodidae
  - Antichtopauropodidae
  - ウロコエダヒゲムシ科 Brachypauropodidae
  - Hansenauropodidae
  - ヨロイエダヒゲムシ科 Eurypauropodidae
  - Sphaeropauropodidae

## 生態
土壌中に生息し、菌類を食べる。